# Liste der Kulturdenkmale in Giekau
In der Liste der Kulturdenkmale in Giekau sind alle Kulturdenkmale der schleswig-holsteinischen Gemeinde Giekau (Kreis Plön) und ihrer Ortsteile aufgelistet (Stand: 10. März 2025).

## Legende
In den Spalten befinden sich folgende Informationen:
- Objekt-ID: die Nummer des Kulturdenkmales
- Lage: die Adresse des Kulturdenkmales und die geographischen Koordinaten. Kartenansicht, um Koordinaten zu setzen. In der Kartenansicht sind Kulturdenkmale ohne Koordinaten mit einem roten Marker dargestellt und können in der Karte gesetzt werden. Kulturdenkmale ohne Bild sind mit einem blauen Marker gekennzeichnet, Kulturdenkmale mit Bild mit einem grünen Marker.
- Offizielle Bezeichnung: Bezeichnung des Kulturdenkmales
- Beschreibung: die Beschreibung des Kulturdenkmales
- Bild: ein Bild des Kulturdenkmales

## Sachgesamtheiten
| Objekt-ID      | Lage                                                 | Offizielle Bezeichnung | Beschreibung | Bild                             |
| -------------- | ---------------------------------------------------- | ---------------------- | --- | -------------------------------- |
| 40796 Wikidata | Seestraße 2, Seestraße (54° 19′ 4″ N, 10° 30′ 26″ O) | Kirche St. Johannes    | Aktualisierung vorgesehen - Begründung: geschichtlich, künstlerisch, städtebaulich, Kulturlandschaft prägend - Schutzumfang: Kirche St. Johannes mit Ausstattung, Kirchhof, Grabmale bis 1870, Granitböschungsmauer (Seestraße); Pastorat (Seestraße 2) | weitere Fotos \| Fotos hochladen |

## Bauliche Anlagen
| Objekt-ID      | Lage                                        | Offizielle Bezeichnung                          | Beschreibung | Bild                             |
| -------------- | ------------------------------------------- | ----------------------------------------------- | --- | -------------------------------- |
| 4858           | Dorfstraße 1 (54° 19′ 28″ N, 10° 29′ 23″ O) | Kate                                            | Kate; im Kern um 1800; eingeschossiger giebelständiger Fachwerkbau mit reetgedecktem Schopfwalmdach, Längsseiten massiv - Begründung: geschichtlich, Kulturlandschaft prägend - Schutzumfang: gesamtes Objekt - Denkmaltyp: Bauliche Anlage | BW                               |
| 1142 Wikidata  | Gut Neuhaus (54° 18′ 31″ N, 10° 29′ 56″ O)  | Gutsanlage: Herrenhaus mit Ausstattung          | Das Herrenhaus hat drei Flügel und wurde um das Jahr 1737 erbaut, wobei Teile eines alten Hauses aus dem Jahr 1500 verwendet wurden. Alteintragung (Aktualisierung vorgesehen) - Begründung: Alteintragung (Aktualisierung vorgesehen) - Schutzumfang: Alteintragung (Aktualisierung vorgesehen) - Denkmaltyp: Bauliche Anlage | weitere Fotos \| Fotos hochladen |
| 4845 Wikidata  | Gut Neuhaus (54° 18′ 41″ N, 10° 30′ 3″ O)   | Gutsanlage: Torhaus                             | Alteintragung (Aktualisierung vorgesehen) - Begründung: Alteintragung (Aktualisierung vorgesehen) - Schutzumfang: Alteintragung (Aktualisierung vorgesehen) - Denkmaltyp: Bauliche Anlage | BW                               |
| 4846 Wikidata  | Gut Neuhaus (54° 18′ 32″ N, 10° 29′ 54″ O)  | Gutsanlage: westl. Kavalierhaus                 | Alteintragung (Aktualisierung vorgesehen) - Begründung: Alteintragung (Aktualisierung vorgesehen) - Schutzumfang: Alteintragung (Aktualisierung vorgesehen) - Denkmaltyp: Bauliche Anlage | BW                               |
| 4847 Wikidata  | Gut Neuhaus (54° 18′ 32″ N, 10° 29′ 57″ O)  | Gutsanlage: östl. Kavalierhaus                  | Alteintragung (Aktualisierung vorgesehen) - Begründung: Alteintragung (Aktualisierung vorgesehen) - Schutzumfang: Alteintragung (Aktualisierung vorgesehen) - Denkmaltyp: Bauliche Anlage | BW                               |
| 4848 Wikidata  | Gut Neuhaus (54° 18′ 35″ N, 10° 29′ 54″ O)  | Gutsanlage: Werkstatt-Gebäude                   | Alteintragung (Aktualisierung vorgesehen) - Begründung: Alteintragung (Aktualisierung vorgesehen) - Schutzumfang: Alteintragung (Aktualisierung vorgesehen) - Denkmaltyp: Bauliche Anlage | BW                               |
| 4849 Wikidata  | Gut Neuhaus (54° 18′ 34″ N, 10° 29′ 54″ O)  | Gutsanlage: Gefängnis/Garage/Inspektorenwohnung | Alteintragung (Aktualisierung vorgesehen) - Begründung: Alteintragung (Aktualisierung vorgesehen) - Schutzumfang: Alteintragung (Aktualisierung vorgesehen) - Denkmaltyp: Bauliche Anlage | BW                               |
| 4850 Wikidata  | Gut Neuhaus (54° 18′ 34″ N, 10° 29′ 58″ O)  | Gutsanlage: Kutschstall                         | Alteintragung (Aktualisierung vorgesehen) - Begründung: Alteintragung (Aktualisierung vorgesehen) - Schutzumfang: Alteintragung (Aktualisierung vorgesehen) - Denkmaltyp: Bauliche Anlage | BW                               |
| 4851 Wikidata  | Gut Neuhaus (54° 18′ 35″ N, 10° 29′ 58″ O)  | Gutsanlage: sog. Treckerschuppen                | Alteintragung (Aktualisierung vorgesehen) - Begründung: Alteintragung (Aktualisierung vorgesehen) - Schutzumfang: Alteintragung (Aktualisierung vorgesehen) - Denkmaltyp: Bauliche Anlage | BW                               |
| 12566 Wikidata | Gut Neuhaus (54° 18′ 38″ N, 10° 30′ 4″ O)   | Gutsanlage: Einfassungsmauern und Gittertore    | Alteintragung (Aktualisierung vorgesehen) - Begründung: Alteintragung (Aktualisierung vorgesehen) - Schutzumfang: Alteintragung (Aktualisierung vorgesehen) - Denkmaltyp: Bauliche Anlage | BW                               |
| 12567 Wikidata | Gut Neuhaus (54° 18′ 34″ N, 10° 29′ 56″ O)  | Gutsanlage: Feldsteinpflaster im Hof            | Alteintragung (Aktualisierung vorgesehen) - Begründung: Alteintragung (Aktualisierung vorgesehen) - Schutzumfang: Alteintragung (Aktualisierung vorgesehen) - Denkmaltyp: Bauliche Anlage | BW                               |
| 4859           | Hörn 2 (54° 19′ 31″ N, 10° 29′ 13″ O)       | Fachwerkkate                                    | Fachwerkkate; um 1800; eingeschossiger Fachwerkbau mit reetgedecktem Halbwalmdach - Begründung: geschichtlich, städtebaulich, Kulturlandschaft prägend - Schutzumfang: gesamtes Objekt - Denkmaltyp: Bauliche Anlage | BW                               |
| 4863           | Klinker 2 (54° 19′ 32″ N, 10° 28′ 4″ O)     | ehem. Schule                                    | ehem. Schule; 1824; eingeschossiger traufständiger Backsteinbau mit pfannengedecktem Schopfwalmdach, Schulscheune, Backsteinbau mit reetgedecktem Schopfwalmdach - Begründung: geschichtlich, städtebaulich, Kulturlandschaft prägend - Schutzumfang: ehem. Schule, ehem. Schulscheune - Denkmaltyp: Bauliche Anlage | BW                               |
| 4059 Wikidata  | Seestraße 2 (54° 19′ 5″ N, 10° 30′ 23″ O)   | Pastorat                                        | Der Backsteinbau wurde 1822 erbaut. Alteintragung (Aktualisierung vorgesehen) - Begründung: geschichtlich, städtebaulich - Schutzumfang: Alteintragung (Aktualisierung vorgesehen) - Denkmaltyp: Bauliche Anlage, Sachgesamtheit: Kirche St. Johannes | BW                               |
| 4058 Wikidata  | Seestraße (54° 19′ 4″ N, 10° 30′ 25″ O)     | Kirche St. Johannes mit Ausstattung             | Die Kirche wurde im 13. Jahrhundert errichtet, der heutige Turm wurde von 1811 bis 1813 erbaut. Im Inneren befindet sich ein Schnitzaltar aus der Zeit um 1500 mit zwei Innen- und zwei Außenflügel. Die Sandsteintaufe stammt aus dem Jahr 1787, die Holzkanzel aus dem Jahre 1591. Alteintragung (Aktualisierung vorgesehen) - Begründung: geschichtlich, künstlerisch, städtebaulich - Schutzumfang: gesamtes Objekt - Denkmaltyp: Bauliche Anlage, Sachgesamtheit: Kirche St. Johannes | weitere Fotos \| Fotos hochladen |

## Gründenkmale
| Objekt-ID      | Lage                                    | Offizielle Bezeichnung | Beschreibung | Bild            |
| -------------- | --------------------------------------- | ---------------------- | --- | --------------- |
| 22897 Wikidata | Seestraße (54° 19′ 4″ N, 10° 30′ 27″ O) | Kirchhof               | Alteintragung (Aktualisierung vorgesehen) - Begründung: geschichtlich, Kulturlandschaft prägend - Schutzumfang: Kirchhof, Grabmale bis 1870, Granitböschungsmauer - Denkmaltyp: Gründenkmal, Sachgesamtheit: Kirche St. Johannes | Fotos hochladen |

## Quelle
- Liste der Kulturdenkmale in Schleswig-Holstein – Kreis Plön (PDF)

- Karte mit allen Koordinaten:
- OSM |
- WikiMap